# 第5回ダヴィッド・ディ・ドナテッロ賞
第5回ダヴィッド・ディ・ドナテッロ賞（だい5かいダヴィッド・ディ・ドナテッロしょう）の授賞式は、1960年7月31日にタオルミーナで行われた。

## 受賞者一覧

### 監督賞
- フェデリコ・フェリーニ（『甘い生活』）

### プロデューサー賞
- ディーノ・デ・ラウレンティス（『戦争・はだかの兵隊』）
- Zebra Film（『ロベレ将軍』）

### 主演男優賞
- ヴィットリオ・ガスマン（『戦争・はだかの兵隊』）
- アルベルト・ソルディ（『戦争・はだかの兵隊』）

### 外国人女優賞
- オードリー・ヘプバーン（『尼僧物語』）

### 外国人男優賞
- ケーリー・グラント（『北北西に進路を取れ』）

### ゴールデン・プレート
- エリザベス・テイラー（俳優、『去年の夏 突然に』）
- 20世紀フォックス（製作、アンネの日記』）
- グリゴーリ・チュフライ（監督、『誓いの休暇』）
- ジュゼッペ・アマート（監督・プロデューサー、功労賞）
- アンジェロ・リッツォーリ（プロデューサー、功労賞）
- ティタヌス（製作・配給、功労賞）